# Pyteasz z Massalii

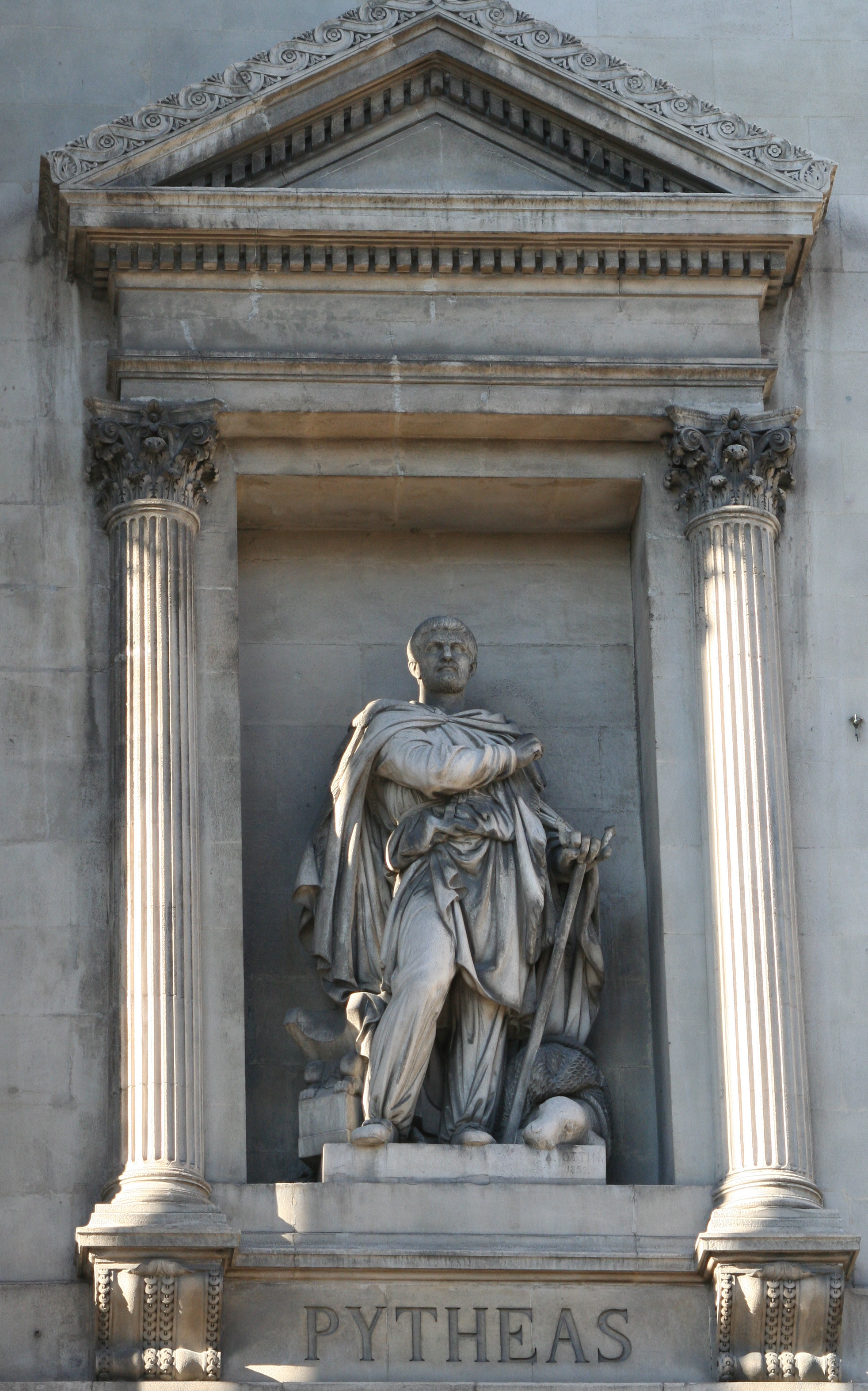
Pomnik Pyteasza na fasadzie giełdy w Marsylii

Pyteasz z Massalii (także: Pyteas, ur. ok. 350 p.n.e. w Massalii (dzisiejsza Marsylia); stgr. Πυθέας ὁ Μασσαλιώτης Pytheas ho Massaliotes) – grecki podróżnik i geograf. 
Wyznaczył szerokość geograficzną Marsylii z dokładnością 40 sekund kątowych za pomocą kalibrowanego gnomonu. Jako pierwszy zauważył związek pływów morskich z położeniem Księżyca. W 325 roku p.n.e. Pyteasz sporządził pierwszy znany w historii opis wybrzeży Brytanii, północnej Europy i Skandynawii, który zatytułował „O Oceanie” (Perí Okeanu).

## Dzieło odkrywcze
Około 310 r. p.n.e. wyruszył w podróż na północ. Pokonując obawy potęgowane opowieściami Fenicjan o zagrożeniach czyhających na żeglarzy poza Gibraltarem, wypłynął na wody Oceanu Atlantyckiego. Żeglując głównie nocami (dla uniknięcia fenickich okrętów wojennych panujących i na tym akwenie) wzdłuż wybrzeży dzisiejszej Portugalii, Hiszpanii i Francji, dotarł do brzegów Brytanii, którą opłynął, następnie do Irlandii i Wysp Szetlandzkich, jak również przypuszczalnie dalej, aż do Islandii – co dziś większość badaczy przyjmuje za najbardziej prawdopodobne usytuowanie opisanej przez niego Ultima Thule. Osiągnął również ujście Łaby i pozostawił pierwsze wiadomości o Germanach.
Jego obserwacje zamarzniętego morza, gdzie – jak pisał – nie ma już różnicy między lądem a morzem i powietrzem, a substancji łączącej wszystko nie sposób przebyć pieszo ani statkiem, zostały zinterpretowane przez Nansena jako opis kaszy lodowej, która we mgle przy brzegach dryfujących lodów rzeczywiście tak może wyglądać. Ten ostatni etap żeglugi był wyjątkowo śmiałym przedsięwzięciem, gdyż wymagał zapuszczenia się na otwarty północny ocean (dotychczas żeglowano głównie przy brzegach), dotąd zupełnie nieznany.
Statek Pyteasza był zapewne dierą długości ok. 45 m, szerokości do 7,6 m i zanurzeniu ok. 3 m. Załoga liczyła 50-60 wioślarzy i 16-20 marynarzy do obsługi steru i żagli. Zapewne był to lepiej zbudowany i większy statek, aniżeli Santa Maria Krzysztofa Kolumba.
Opisy Pyteasza były tak niewiarygodne dla współczesnych, że wielu autorów starożytnych (wśród nich Strabon) wyśmiewało jego relacje o ogromnych pływach czy też o dniach trwających 19 godzin, a także o warunkach żeglugi wśród lodów.
Zdaniem niektórych badaczy Pyteasz wpłynął na Bałtyk i dotarł nawet aż do ujścia Wisły. Podstawę stanowi interpretacja fragmentu Historii naturalnej Pliniusza Starszego:
(...) Pyteasz twierdzi, ze o jeden dzień drogi od estuarium oceanii Metuonis leży wyspa Abalus zwana też Balcią. Tam podczas wiosennych sztormów morze wyrzuca na brzeg wielkie ilości bursztynu. Mieszkańcy używają go zamiast drew do ognia i sprzedają swym sąsiadom (...)
Jego dzieło O Oceanie (Perí Okeanu) zachowało się we fragmentach do naszych czasów.